# Francisco Noronha

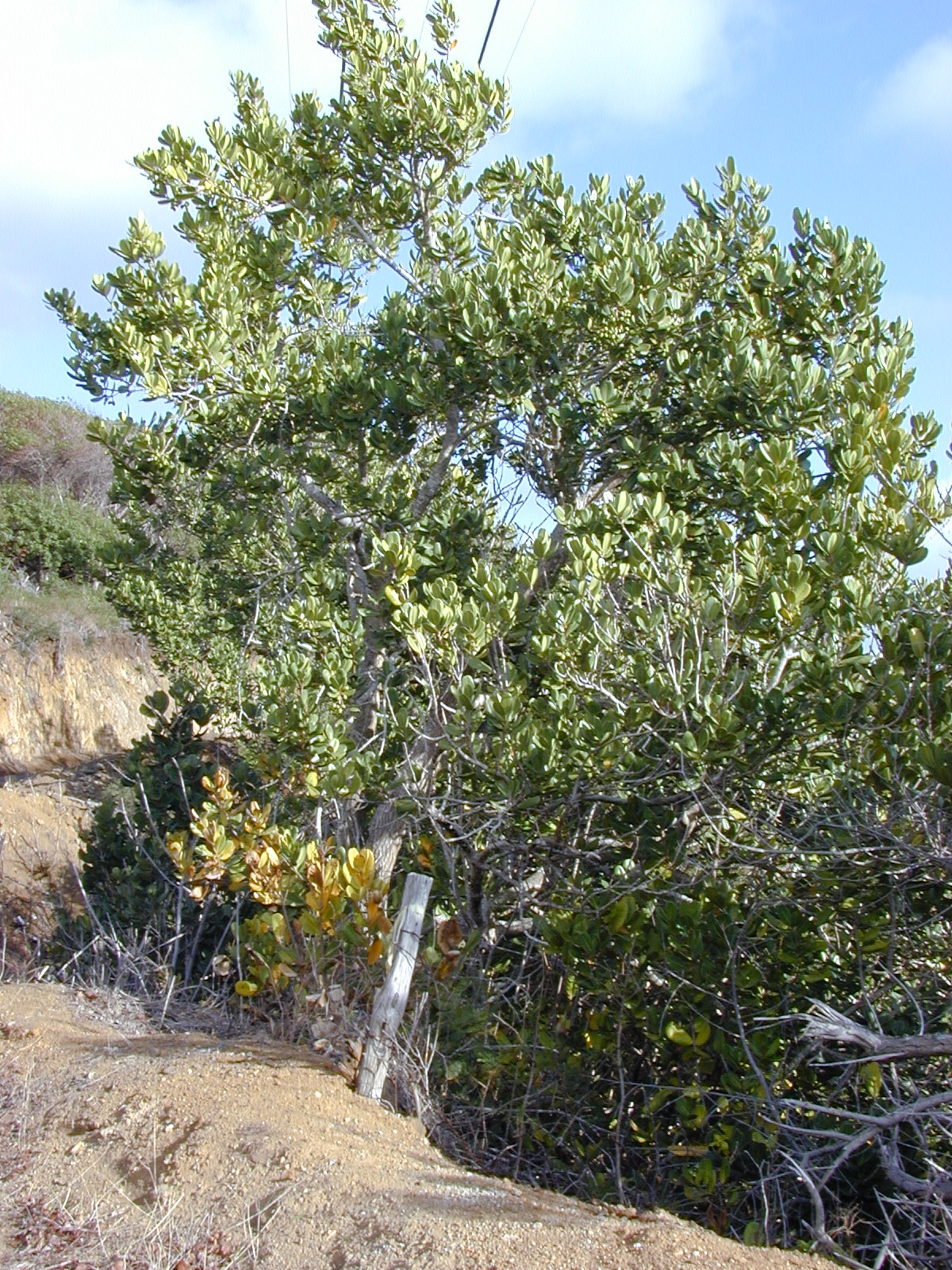
Noronhia emarginata, a oliveira-de-madagáscar.

Francisco Noronha (Sevilha, 1748 — Maurícia, 12 de janeiro de 1788), com o nome também grafado Francisco Noroña, foi um religioso, médico e botânico que se distinguiu na descrição da flora das Filipinas e do arquipélago Indonésio.

## Biografia
Foi um médico e botânico oriundo de Sevilha que viajou pelo Índico, onde visitou Madagáscar, e explorou as ilhas da actual Indonésia.
Residiu por algum tempo em Manila e em Luzón (Filipinas), onde desenvolveu grandes esforços para organizar um jardim botânico, instalando valiosas espécies. Conhecem-se três conjuntos das suas ilustrações em aguarela da flora de Java, e um grupo de de 108 imagens numeradas.
Em 1786 tomou sob a sua supervisão o "Museo da Sociedade Bataviana de Artes e Ciências de Java", em Batávia hoje Jakarta.
O seu nome serviu de epónimo ao género Noronhia Stadman ex Thouars da família Oleaceae, com a espécie Noronhia emarginata Blume & Reinw., a oliveira-de-madagáscar.

## Publicações
Entre as suas publicações mis conhecidas contam-se:
- 1790. Relatio plantarum javanesium. Verh. Batav. Genootsch. Kunst. Wet. 5 (4): 1—28
- Icones plantarum javanicarum.